# Wiktar Belski
Wiktar Belski (belarussisch Віктар Бельскі, engl. Transkription Viktar Belski, russisch Виктор Михайлович Бельский – Wiktor Michailowitsch Belski – Viktor Belskiy; * 22. Februar 1955 in Minsk; † 18. Mai 2021) war ein belarussischer Weitspringer, der für die Sowjetunion startete.
1980 wurde er Fünfter bei den Leichtathletik-Halleneuropameisterschaften in Sindelfingen und Sechster bei den Olympischen Spielen in Moskau.
1981 und 1982 (mit seiner persönlichen Bestleistung von 8,20 m) wurde er Sowjetischer Meister.